# Kamil Constanzi
Camillus Constanzi SJ (ur. 1571 w Bovalino, zm. 15 września 1622 w Hirado w Japonii) – włoski kapłan, żołnierz, student prawa i misjonarz, błogosławiony Kościoła rzymskokatolickiego.
Spalony żywcem 15 września 1622 roku.
Beatyfikował go Pius IX 7 lipca 1867 w grupie 205 męczenników japońskich.
Wspomnienie liturgiczne Kamila Costanzi ma miejsce 15 września w rocznicę męczeńskiej śmierci.